# Радослав Янкулов
Радослав Янкулов е български спортен журналист и предприемач, генерален директор на Българското национално радио от 23 май 2013 г. до 17 май 2016 г.

## Биография
Радослав Янкулов е роден на 11 февруари 1953 година в София. Учи в 7-а гимназия, но в края на 10-и клас се премества в спортното училище „Олимпийски надежди“. Завършва ВИФ и журналистика в СУ „Св. Климент Охридски“. През 1976 г. постъпва в БНР. В края на 80-те напуска „Хоризонт“ и за кратко е зам. главен редактор на спортната редакция в БНТ. Не е добре посрещнат в телевизията и скоро напуска.

Оглавява частното радио „Експрес“ през 1992 г. от самото му тръгване, а когато го напуска, става шеф на радио „99“. След него оглавява софийския канал на пловдивското радио „Канал Ком“. След това оглавява новото радио Спорт. Шеф е на пресслужбата на БФС от 2001 до 2003 г. След това става шеф на спортната редакция на Би Би Ти.

През 2001 г. е един от учредителите на партията на Стефан Софиянски ССД (Съюз на свободните демократи). През 2005 г. участва в изборите като кандидат на БНС в Перник, но не печели. Пиар е на бившата Държавна агенция за младежта и спорта (ДАМС), когато начело бе Весела Лечева (2005 – 2009 г.).
От 2013 до 2016 г. е генерален директор на БНР .Управлението му е съпътствано от два протеста на работещи в радиото с искане на оставката му.
```
Има две дъщери – Теодора и Александра.
[
2
]
```

Почива на 5 май 2019 година. 